# Arthroleptis nlonakoensis
Arthroleptis nlonakoensis (Plath, Herrmann & Böhme, 2006) è un anfibio anuro, appartenente alla famiglia degli Artroleptidi.

## Etimologia
L'epiteto specifico, composto da nlonako e dal suffisso latino -ensis (che vive, che abita in), è stato dato in riferimento al luogo della sua scoperta.

## Distribuzione e habitat
È endemica del Monte Nlonako in Camerun, a 450 mt di altitudine.